# Сестринско
Сестринско (болг. Сестринско) — село в Болгарии. Находится в Кырджалийской области, входит в общину Кырджали. Население составляет 82 человека по состоянию на 2010.

## Политическая ситуация
В местном кметстве Миладиново, в состав которого входит Сестринско, должность кмета (старосты) исполняет Никола Алексиев Иванов (Национальное движение «Симеон Второй» (НДСВ)) по результатам выборов правления кметства.
Кмет (мэр) общины Кырджали — Хасан Азис (Движение за права и свободы (ДПС)) по результатам выборов в правление общины.